# Station L'Isle-d'Abeau
Station L'Isle-d'Abeau is een spoorwegstation in de Franse gemeente L'Isle-d'Abeau.